# Georg Brandes
Georg Morris Cohen Brandes (født 4. februar 1842 i København, død 19. februar 1927 samme sted) var en dansk kritiker og litterat, der havde stor indflydelse på skandinavisk litteratur fra 1870'erne og frem til begyndelsen af mellemkrigstiden. Han regnes traditionelt for teoretikeren bag Det Moderne Gennembrud. I trediveårsalderen formulerede Brandes principperne for en ny realisme og naturalisme, i modsætning til den senromantiske litteratur, der forekom ham virkelighedsfjern og præget af tom æstetik. Ifølge Brandes bør litteratur formidle "Frihedens store Tanker og Menneskehedens Fremskridt." Hans litterære målsætning deltes af mange forfattere, heriblandt den norske Henrik Ibsen.
Georg Brandes anses generelt for at have inspireret den modernistiske intellektuelle bevægelse i mellemkrigstiden kendt som kulturradikalisme.

## Biografi
Georg Brandes blev født (4. februar 1842) i København i en jødisk grossererfamilie.
Han blev student fra det von Westenske Institut i 1859 og begyndte samme år at læse jura på Københavns Universitet. Skiftede dog studium kort tid efter til kulturhistorie, filosofi og til sidst æstetik. Han blev cand.mag. i æstetik og vandt i 1862 universitetets guldmedalje for sin prisopgave i æstetik. Han havde tidligere vist udprægede evner inden for verseskrivning, men resultaterne var ikke omfattende nok til at retfærdiggøre en selvstændig udgivelse. Brandes udgav først sine digte i 1898. På universitetet, som han forlod i 1864, var han under indflydelse af Heibergs kritiske værker og Kierkegaards filosofi; en indflydelse der blev ved med at sætte sine spor i hans arbejde.
I 1866 deltog han i den kontrovers der blev rejst om filosofiprofessor Rasmus Nielsens arbejder med et skrift om Dualismen i vor nyeste Filosofi. Fra 1865 til 1871 rejste han en del i Europa, hvor han lærte om litteraturens vilkår i de største læringscentre. Hans første vigtige bidrag til litteraturkritikken var Æstetiske Studier (1868), hvori hans senere udvikling allerede kan anes i adskillige korte monografier over danske digtere. I 1870 udgav han adskillige vigtige arbejder: disputatsen Den franske Æsthetik i vore Dage, der primært handlede om Hippolyte Taine, Kritiker og Portraiter med afhandlingen "Det uendeligt Smaa" og "Det uendeligt Store" i Poesien, hvor en nær analyse af Shakespeares Henrik IV  med fremhævelse af hans realisme danner udgangspunkt for en kritik af den danske senromantiske litteratur og foregriber hans Hovedstrøminger det følgende år; endvidere en oversættelse af Kvindernes Underkuelse af John Stuart Mill, som han havde mødt i England samme år.
Brandes indtog nu sin plads som den ledende kritiker i Nordeuropa, hvor han anvendte Taines metode på de lokale betingelser og tænkemåder. Erhvervelsen af doktorgraden i februar 1870 medførte at han fik jus docendi ved Københavns Universitet, en ret han – efter en længere udlandsrejse – gjorde brug af fra november 1871 ved som privatdocent at holde forelæsningerne Hovedstrømninger i det 19de Aarhundredes Litteratur. Forelæsningerne vakte sensation, og da professoratet i æstetik blev ledigt ved Carsten Hauchs død i 1872, forventede mange som en selvfølge at Brandes ville blive udnævnt. Men den unge kritiker havde fornærmet mange med sin indædte argumenteren for moderne ideer; han blev opfattet som jøde (hvad han selv med tiden tog afstand fra), han blev anset for yderliggående i sin overbevisning, og han blev mistænkt for at være ateist. Universitetets ledelse besvarede end ikke hans ansøgning, men hans egnethed til posten var så åbenlys at stillingen som professor i æstetik på Københavns Universitet forblev ubesat de næste tyve år, da ingen andre turde udsætte sig selv for at blive sammenlignet med Brandes.
I 1872 stiftedes Litteraturselskabet af Otto Borchsenius, Edvard og Georg Brandes, Holger Drachmann, J.P. Jacobsen, Vilhelm Møller, Sophus Schandorph, H. Schwanenflügel med flere. Foreningens levetid var dog meget kort.
Midt i denne polemik begyndte han at udsende sit mest ambitiøse værk, Hovedstrømninger i det 19. Aarhundredes Litteratur, hvoraf der udkom fire bind imellem 1872 og 1875. Nytænkningen i denne kritiske fremstilling af litteraturen i de større europæiske lande i begyndelsen af det 19. århundrede og forfatterens beskrivelse af det generelle oprør mod det 18. århundredes pseudo-klassicisme tiltrak sig hurtigt opmærksomhed også uden for Danmark. Værket står i dag som det moderne gennembrud i dansk litteratur. I første del kritiserede Brandes blandt andet romantikken og romantismen og udtalte, at "Det, at en Literatur i vore Dage lever, viser sig i, at den sætter Problemer under Debat."
Det røre der opstod omkring kritikerens person forøgede arbejdets succes, og Brandes' ry voksede hurtigt, specielt i Tyskland og Rusland. Blandt hans senere arbejder skal nævnes hans monografier om Søren Kierkegaard (1877), Esaias Tegnér (1878), Benjamin Disraëli (1878), Ferdinand Lassalle (1877), Ludvig Holberg (1884), Henrik Ibsen (1899) og Anatole France (1905). Brandes har skrevet tilbundsgående om de mest betydningsfulde af Danmarks og Norges samtidige digtere og forfattere, og han og hans tilhængere var gennem lang tid smagsdommere med hensyn til litterær berømmelse i Norden.
Hans Danske Digtere (1877), der indeholdt studier af Carsten Hauch, Ludvig Bødtcher, Christian Winther, og Paludan-Müller, hans Det moderne Gjennembruds Mænd (1883) og hans Essays (1889) betragtes som essentielle værker i studiet af 1800-tallets skandinaviske litteratur. Han udgav en fremragende bog om Polen i 1888 og var medredaktør på en tysk biografi om Henrik Ibsen.
I 1877 forlod Brandes København og bosatte sig i Berlin, hvor han deltog i det æstetiske liv i byen. Hans politiske synspunkter gjorde dog at Preussen blev ubehagelig for ham at opholde sig i, og han vendte i 1883 tilbage til København, hvor han blev mødt af en helt ny gruppe af forfattere og tænkere der var ivrige efter at modtage ham som deres leder. Det vigtigste af hans senere arbejder har været hans værk om William Shakespeare, der blev oversat til engelsk af William Archer og
med det samme blev meget anerkendt. Det var måske det mest gennemarbejdede værk om Shakespeare, der ikke primært var skrevet til engelsksprogede læsere, der har været trykt i noget land.
Hans indflydelse på de skandinaviske forfattere i 1880'erne var meget stor, men en reaktion ledet af Holger Drachmann mod hans "realistiske" doktriner, begyndte i 1885. I 1900 samlede han sine værker for første gang i en fuldstændig og populær udgave, og begyndte at overvåge en samlet udgave på tysk i 1902.
Efter 1890 vendte den stadig mere skuffede Brandes sig fra direkte kamp og koncentrerede sig i stedet om dyrkelsen af "store personligheder", som oplyste deres middelmådige samtid. I denne periode opdagede han Friedrich Nietzsche, som han introducerede for det nordiske kulturliv. Denne "aristokratiske radikalisme" påvirkede de fleste af Brandes' senere værker og resulterede i bindstærke biografier: Goethe (1914), Voltaire (1916-17), Gaius Julius Cæsar (1918) og Michelangelo (1921). Disse bøger må regnes for mindre originale eller vægtige, skønt ofte blændende skrevet.
Brandes' hovedindflydelse svandt noget efter 1900, men han blev stadig anset for en lederskikkelse i dansk litterært liv, og hans internationale ry voksede. På mange måder blev han en moderne nordisk Voltaire med stor moralsk autoritet, som fordømte den dårlige behandling af nationale mindretal, forfølgelsen af Dreyfus osv. Under 1. verdenskrig angreb han imperialismen og aggressionen hos begge parter, og hans sidste år var viet til antireligiøs polemik. I denne senere periode fik han nye forbindelser til intellektuelle som Henri Barbusse, Romain Rolland og Edmund Dene Morel.
I dag står Brandes stadig som en af de mest indflydelsesrige inspiratorer i dansk litteraturhistorie, jævnsides Holberg og Grundtvig. Det har ikke hindret kritik af ham. Højrefløjen har fordømt ham som en unational og umoralsk ateist. På venstrefløjen har socialister kritiseret hans åndsaristokratiske holdning, mens kvindebevægelsen ofte har opfattet ham som inkonsekvent i sin positive holdning til kønnenes ligestilling. Ikke desto mindre er hans historiske betydning stadig vidtrækkende.
Også Georg Brandes' yngre broder Edvard Brandes (1847-1931) var en kendt kritiker og forfatter. Han skrev en del naturalistiske debatskuespil og var med til at grundlægge Dagbladet Politiken, hvor han også arbejdede som redaktør. Desuden blev han en fremtrædende politiker i Det Radikale Venstre og var finansminister i årene 1913-1920.

## Andet arbejde
Brandes oversatte også hovedværket Der Einzige und sein Eigentum (Den eneste og hans ejendom) fra 1902 til dansk, af den anarkistiske Max Stirner.
Brandes skrev forordet til den danske udgave af Memoirs of a revolutionist (dansk titel: En anarkists erindringer) af anarkisten Peter Kropotkin, oversat af Emmy Drachmann.

## Sprogreformator
Det var Brandes der i 1899 introducerede ordet og begrebet "intellektuel" i dansk. Ellers bød fremmedord ham efterhånden imod, og han afsluttede forordet til Samlede skrifter med, at "jeg tør sige, at det danske Sprog i vore Dage ikke har haft en mere trofast og agtpaagivende Elsker og Dyrker" [end ham]. Han sørgede for, at følgende ord fik indpas i dansk: Begrebsbestemmelse, bevisgrund, enstonig, folkeforfører, folkemening, foreteelse, foretræde, fremmedfører, følgeret, følgerigtighed, godkende, grundsætning, gøremål, henholdsvis, hærge, ildhu, indbildningskraft, kendetegne, knæsætte og tålsomhed. Fra norsk lånte han bagstræv og målstræv; fra Bjørnstjerne Bjørnson ordet folkestyre.
Hertil kom de gloser, han selv skabte eller oversatte som låneord fra tysk: Almenbevidsthed, almenkendt (= udbredt), almennyttig, bedrestillet, bedreviden, bedsteborgerlig, billeddannende, bogmenneske, dennesidig, egenart, endegyldig, foreliggøre, folkelivsmaleri, folkerejsning, forespejling, forfaldstid, forfatningsbrud, forgrovethed, formgivning, formålsløs, fornuftægteskab, forundersøgelse, fremmedåg, fædrelanderi, jøderi (dvs. overdreven dyrkelse af det jødiske som identitet, hvad han var imod, ligesom overdreven patriotisme) knaldroman, kraftudfoldelse, lystseende, læsekreds, massemorder, mellemfolkelig, modstille, mørkemand, samfundsbevarende, samfundsstormer, samhørighed, selvsikker, sidebemærkning, sjæleforskning, tænkemod, uselvisk og virkelighedsfjern. Når det gælder at få nye ord optaget i dansk, overgås han næppe af andre end Holberg og Kierkegaard. Nogle nyord lykkedes han dog ikke med, såsom adhu (= interesse), folkehovmod (= nationalisme), gladsyn (= optimisme) og trangsyn (= bornerthed). Men han sløjfede verbernes flertalsendelse og ændrede sin retskrivning fra "De Danske betragte gjerne ..." til "De Danske betragter gærne ..." Enkelte ord blev dog hans overmand: "Hvilket Uhyre af et Ord, det Ord "Forfatter", og hvordan skal vi blive af med det! Og alle de rædselsfuldt slæbende Endelser på -else og -hed, der faar Stilen til at klinge som et Slag med en Karklud!" 

## Forfatterskab, kronologisk
- Om Dualismen i vor nyeste Filosofi (1866)
- Æstetiske Studier (1868)
- Kritiker og Portraiter (1870)
- Hovedstrømninger i det 19. Aarhundredes Litteratur (1871)
- Hovedstrømninger i det 19. Aarhundredes Litteratur. Emigrantlitteraturen (Anden omarbejdede Udgave, Kjøbenhavn 1877)
- Danske Digtere (1877)
- Polen (1877)
- Det moderne Gjennembruds Mænd (1883)
- Ludvig Holberg (1884) kan downloades her
- Essays (1889)
- Hovedstrømninger i det 19. Aarhundredes Litteratur. Reaktionen i Frankrig (Anden omarbejdede Udgave, Kjøbenhavn 1892)
- Om Nationalfølelse. Foredrag ved Indvielsen af det danske Studentersamfunds nye Lokaler den 1. Febr. 1894 (Kjøbenhavn 1894)
- William Shakespear bd 1-3, (1895-1896)
- Levned I-III, (1905-1908)
- Verdenskrigen, (1915)
- Cajus Julius Cæsar bd 1-2 (1918)
- Michelangelo Bounarroti bd 1-2 (1921)
- Sagnet om Jesus, (1927)